# Praga XE-55
Praga XE-55 (K-64) byl víceúčelový letoun zkonstruovaný Ing. Jaroslavem Šlechtou. Byl vyroben továrnou LET - Letecké závody n.p., závod 4 Letňany.

## Vznik a vývoj
Podnětem pro vznik tohoto letounu byla konstrukční soutěž Ministerstva národní obrany (MNO) z roku 1947 na lehký víceúčelový, vojenský letoun. Víceúčelovost spočívala v předpokládaném použití pro řízení dělostřelecké palby, frontový průzkum, spojovací úkoly, přepravu raněných a řadu dalších úkolů. Prototyp vojskem označený jako K-64 dokončili a zalétali na podzim 1949 a poté byl předán ke zkráceným prototypovým zkouškám do Leteckého výzkumného ústavu. Ty probíhaly od dubna do června 1950, ale sériová výroba nebyla MNO doporučena. Stroj měl hmotnost draku o 80 kg vyšší, než předpokládal projekt, nesplňoval požadavky na délku vzletu a přistání, ani ve stoupavosti. Na prototypu se ještě nějaký čas pracovalo, ověřovala se možnost používat jej k vleku větroňů, uvažovalo se i o zemědělské verzi označované LC-55H, ale ten ani nebyl postaven.
Letoun bývá označován i jako Praga E-55, ale v tomto případě nesmí dojít k záměně s nerealizovaným projektem stíhacího letounu Praga E-55 z roku 1937.

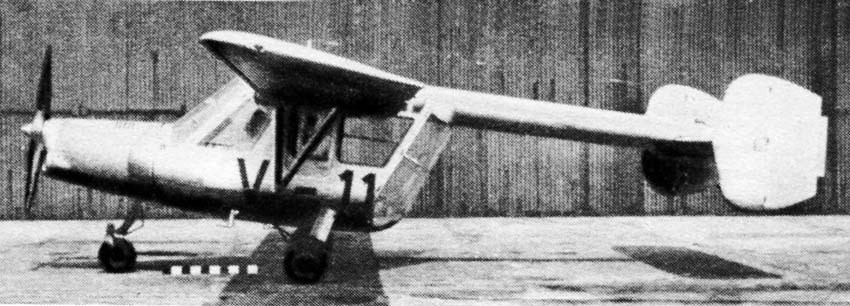
Praga XE-55 s imatrikulací V-11

## Popis letounu
Jednomotorový vzpěrový hornoplošník byl určen pro tříčlennou posádku. K potahu pevných částí (kostra křídla a pevné ocasní plochy) byl použit dural, na pohyblivé části plátěný potah. Prostorná, trupová gondola byla tvořena duralovou poloskořepinou a trupový nosník skořepinou z duralu. Krycí plechy byly z duralu.
Krátký vzlet a přistání měly zajistit nezatažitelné sloty na náběžné hraně křídla a štěrbinové vztlakové klapky na odtokové hraně. Křidélka byla upravena tak, aby spolupůsobila se vztlakovými klapkami. Stroj byl vybaven pevným příďovým podvozkem s odpérovaným předním kolem.
Dokonalý výhled na všechny strany konstruktér zajistil bohatým prosklením do všech stran. Do kabiny se mohlo nastupovat dveřmi na levé straně trupu a nebo dvoukřídlými dveřmi na zádi gondoly, které měly sloužit k nakládání nosítek nebo vojenského materiálu.

## Použití
První let prototypu letadla (s imatrikulací V-11) se uskutečnil počátkem roku 1949. Od dubna do června letoun absolvoval 106 zkušebních letů v délce trvání 26 hodin. Během testů bylo odhaleno několik nedostatků a letadlo bylo vráceno společnosti k dokončení. Soutěžící letouny Praga XE-55 a Aero Ae-50 dokončily testy s přibližně stejným neúspěchem. MNO o letoun ztratilo zájem a v důsledku toho byla soutěž zrušena. Dalším důvodem byla skutečnost, že předpokládané úkoly v té době začaly právě přebírat na to mnohem vhodnější vrtulníky.
Jediný vyrobený letoun byl předán jako Praga E-55 do působnosti Ministerstva obchodu a 29. října 1951 obdržel civilní imatrikulaci OK-DMA. Následně byl převeden pod Svazarm, který jej od následujícího roku používal v pražském Aeroklubu pro seskoky parašutistů (zadní dveře byly demontovány). Poslední zjistitelný let se uskutečnil 29. června 1953 z letiště Mladá Boleslav, kdy havaroval při přistání v důsledku poruchy podvozku a musel být odepsán. Z leteckého rejstříku byl letoun vymazán až 31. srpna 1957.

## Uživatelé
- Československo
  - Československé letectvo
  - Svazarm

## Specifikace
Údaje dle

### Technické údaje
- Typ: víceúčelový jednomotorový vzpěrový hornoplošník
- Posádka: 3
- Délka: 8,13 m
- Rozpětí křídel: 11,50 m
- Výška: 2,28 m
- Nosná plocha: 17,62 m2
- Plošné zatížení: 59,0 kg/m2
- Hmotnost prázdného letounu: 723 kg
- Vzletová hmotnost: 1 040 kg
- Max. vzletová hmotnost: 1 207 kg
- Pohonná jednotka: 1 ×  invertní vzduchem chlazený řadový šestiválcový motor Walter Minor 6-III
  - cestovní výkon: 88 kW / 120 k při 2300 ot/min
  - maximální, vzletový výkon: 118 kW / 160 k při 2500 ot/min
- Vrtule: dvoulistá, dřevěná

### Výkony
- Maximální rychlost: 167 km/h
- Cestovní rychlost: 150 km/h
- Dostup: 3 250 m
- Stoupavost (čas výstupu na výšku): 8,5 min na 1000 m
- Dolet: 455 km